# Google ポッドキャスト
Google ポッドキャスト（グーグル ポッドキャスト、英語: Google Podcasts）は、かつてGoogleが提供していたポッドキャストサービスである。サービス終了後は「YouTube Music」に統合された。

## 沿革
2018年6月19日、Android用のポッドキャストアプリとして提供開始した。
2018年9月、Google キャストに対応した。
2019年5月に行われたGoogle I/O2019で、GoogleがiOS、Android、およびWindows用のGoogle ポッドキャストのWebバージョンを発表した。
2019年11月、アプリがマテリアルデザインを使用して再設計された。
2020年3月、iOSバージョンがリリースされた。
2020年5月12日、Googleは、ユーザーがポッドキャストのサブスクリプションと履歴をGoogle Play MusicからGoogle ポッドキャストに転送できることを発表した。
2023年9月26日、YouTube Musicへ一本化のため、本サービスを終了すると発表した。サービスは2024年3月に終了し、2024年7月までサブスクリプションをYouTube Musicへ移行やエクスポートが可能となるツールを提供する。